# So laang we's du do bast
«So laang we's du do bast» (en español: «Mientras estés ahí») es una canción compuesta por Henri Mootz, Jean Roderes e interpretada en luxemburgués por Camillo Felgen. Fue elegida para representar a Luxemburgo en el Festival de la Canción de Eurovisión de 1960 tras ser seleccionada internamente por la emisora luxemburguesa Télé-Luxembourg.

## Festival de la Canción de Eurovisión 1960

### Selección
«So laang we's du do bast» fue seleccionada para representar a Luxemburgo en el Festival de la Canción de Eurovisión 1960 por la emisora luxemburguesa Télé-Luxembourg.

### En el festival
La canción participó en el festival celebrado en el Royal Festival Hall el 29 de marzo de 1960, siendo interpretada por el cantante luxemburgués Camillo Felgen. La orquesta fue dirigida por Eric Robinson.
Fue interpretada en tercer lugar, siguiendo a Suecia con Siw Malmkvist interpretando «Alla andra får varann» y precediendo a Dinamarca con Katy Bødtger interpretando «Det var en yndig tid». Al final de las votaciones, la canción recibió 1 punto, obteniendo el 13.º puesto de 13.